# 乔丹 (蒙大拿州)
约旦（英語：Jordan），是美国西北部蒙大拿州加菲尔德县的一座城镇。根据2010年美国人口普查，该城镇的人口为343人，在蒙大拿州排行第91。使用北美山区时区（UTC-7，夏季为UTC-6）作为标准时间。